# Жеребцова Поліна Вікторівна
Полíна Вíкторівна Жеребцóва (рос. Полина Викторовна Жеребцова; нар. 20 березня 1985, Грозний, ЧІАРСР, РРФСР, СРСР) — письменниця-документалістка, художниця, поетеса. Авторка чеченських воєнних щоденників, повістей і романів, які були перекладені багатьма мовами світу. Напрямок живопису — експресія з елементами магічного реалізму. Розробила індивідуальну техніку багатошарового накладання фарб. Виставки її картин відбуваються у Північній Європі.
2013 року Жеребцова отримала політичний притулок у Фінляндії, 2017 року їй дали громадянство. Займається правозахисною діяльністю. Фіналістка премії імені А. Сахарова «За журналістику як вчинок» 2012 року. Авторка «Доповіді про військові злочини на території Чеченської республіки 1994—2004 рр.».
Поліна народилася в багатонаціональній сім'ї (у роді батька були чеченці, євреї, поляки, у роді матері росіяни, українці) на території ЧІАРСР, у місті Грозному. Під час двох російсько-чеченських воєн за межі Чеченської Республіки не виїжджала. З початком війни 1994 року в Чеченській Республіці дев'ятирічна Поліна Жеребцова починає вести особистий щоденник, у якому описує історичні події, що відбуваються на своїй Батьківщині.
У жовтні 1999 року, в результаті ракетного удару російських військ по ринку в місті Грозний, Поліна Жеребцова отримала поранення середньої тяжкості (дівчинка в цей час допомагала матері в дрібній торгівлі).

## Біографія

### Дитинство
Поліна Жеребцова народилася 20 березня 1985 року у багатонаціональній родині у Грозному. Вона вважає себе космополітом, тому що в її роді безліч різних національностей. Батько Поліни помер, коли вона була зовсім маленькою. Мати Поліни, Олена Жеребцова, працювала на посаді старшого товарознавця на великому підприємстві. Вільний час вона присвячувала вихованню доньки.
Дід Поліни по материнській лінії, з яким у неї склалися дружні стосунки, Жеребцов Анатолій Павлович, працював у Грозному понад 25 років на телебаченні журналістом-кінооператором. Бабуся Поліни по материнській лінії була професійною художницею. Дід по батьківській лінії був актором та музикантом. Бабуся по батьківській лінії була професійною акторкою. Прабабуся по материнській лінії за національністю була українкою.
Поліна Жеребцова зростала в сім'ї, де шанувалися однаково такі книги як Тора, Біблія і Коран. З дитинства вивчала релігії різних народів, історію, філософію та медитацію. Улюбленим предметом у школі була література.
У сім'ї Поліни Жеребцової часто повторювали: «Ми — люди миру!», знаючи, що в роді були різні національності.

### Перша російсько-чеченська війна

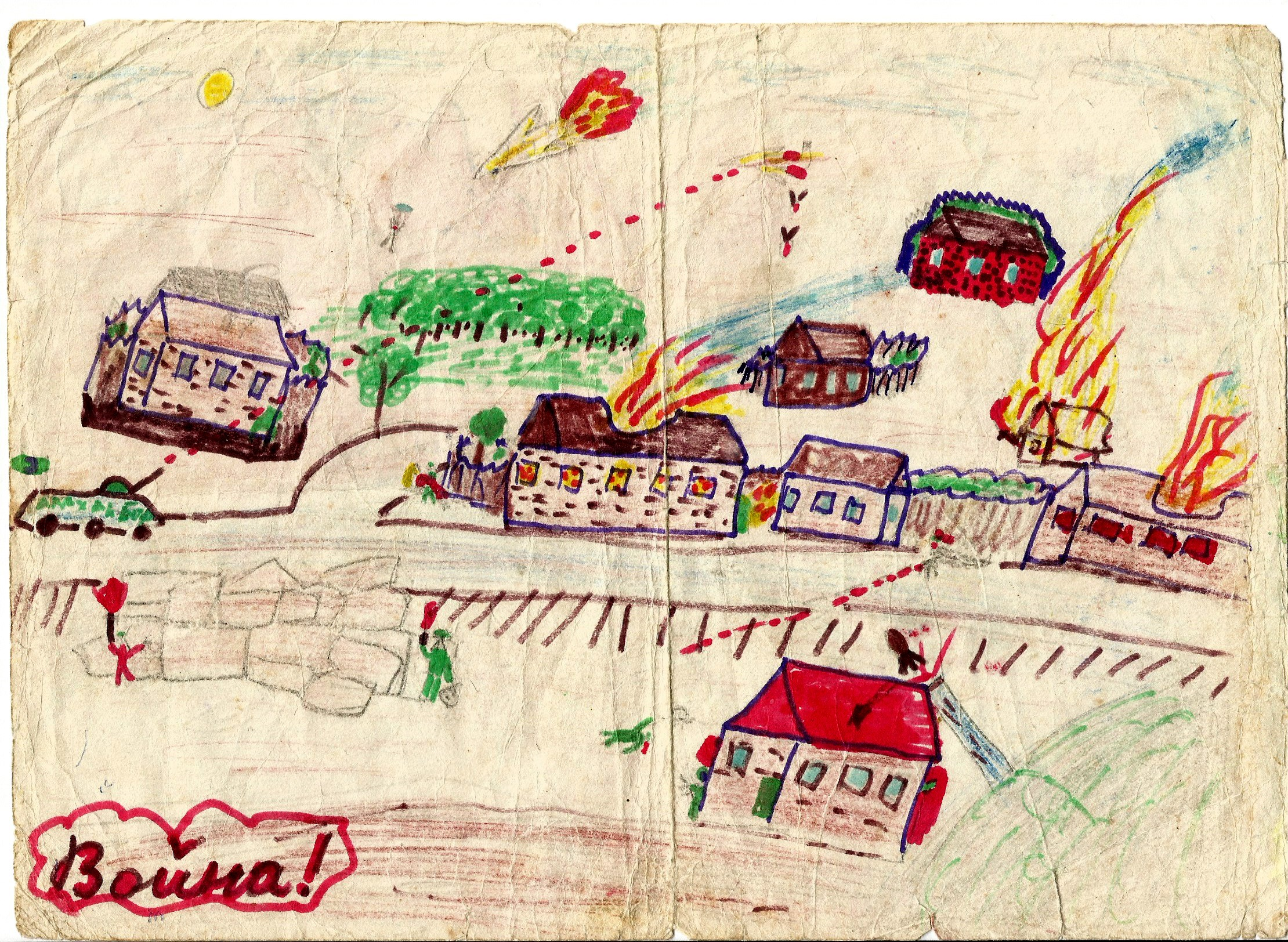
Малюнок Поліни Жеребцової (авторці 10 років)

На самому початку Першої російсько-чеченської війни (1994—1996 рр.) загинув дід Поліни Жеребцової Анатолій — лікарня м. Грозного на вулиці Першотравневій, в якій за станом здоров'я перебував 72-річний учасник Другої світової війни, була обстріляна з повітря літаками.
Поліна зробила перші серйозні записи до свого щоденника. Вона вела його для себе і давала сусідам та друзям загальні імена; записувала кумедні та сумні моменти життя.
Перша російсько-чеченська війна, природно, порушила відносини між російським та чеченським народами. З'явилися взаємна ворожнеча та ненависть. Через російське прізвище Поліна піддавалася неодноразовим обрáзам у школі.

### Друга російсько-чеченська війна

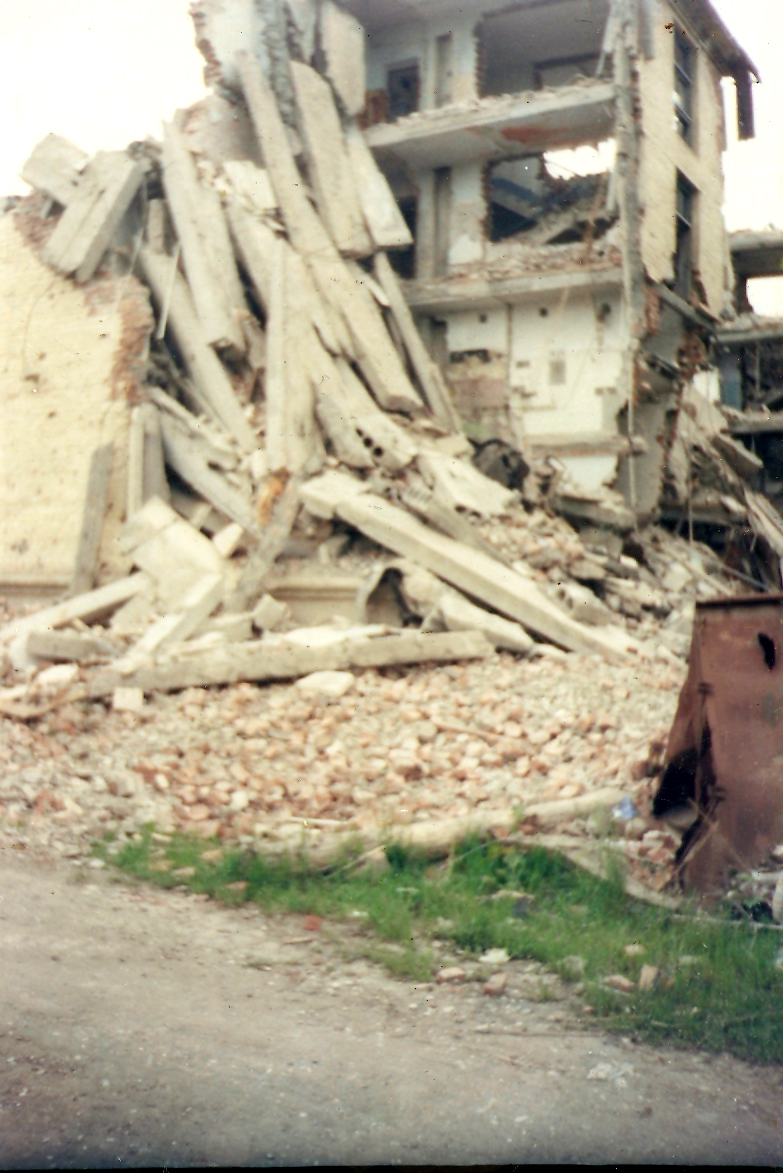
Зруйнований будинок Поліни Жеребцової на вулиці Заповіти Ілліча

Коли почалася Друга російсько-чеченська війна, Поліні Жеребцовій було 14 років. В її Щоденнику продовжують з'являтися записи про все, що відбувається.
Допомагаючи після школи торгувати матері на центральному ринку Грозного, Поліна Жеребцова зазнала поранень середньої тяжкості в ноги.
У зв'язку з пораненням та хворобою Поліна Жеребцова з матір'ю не встигли виїхати з охопленого війною Грозного. Почалися голод, виселення разом з іншими сусідами на «зачистку», описані Поліною на сторінках щоденника.
Поліна Жеребцова кілька разів перебувала між життям і смертю, але з наполегливістю продовжувала писати, бо сподівалася, що хтось знайде її зошити і прочитає про те, як страждають мирні жителі — діти та старі люди, під час війни. Головне для неї — щоб люди зрозуміли, що не можна допускати війни.
Будинок, в якому під час воєн проживала родина Поліни Жеребцової, після Другої російсько-чеченської війни відновленню не підлягав. Однак Поліна з матір'ю проживали ще більше року без зручностей, в катастрофічних умовах.
Лише у лютому 2000 року, за п'ять місяців після поранення, 14-річній Поліні Жеребцової зробили операцію. Оперували лікарі з 9-ї московської лікарні, у госпіталі МНС на території зруйнованого Грозного, виймаючи найбільший уламок.
За поранення (16 уламків) ніякої компенсації Поліна не отримала. Зверталася до московського «Меморіалу», щоб допомогли подати позов в ЄСПЛ, але там пояснили, що вони таким «не займаються».
Поліна Жеребцова змінила 5 шкіл у Грозному. Всі вони були почергово зруйновані під час воєнних дій у Чеченській Республіці. У 2002 році 17-річна Жеребцова вступила до Чеченського державного педагогічного інституту. У 2004 році закінчила школу кореспондентів із червоним дипломом.
З 2003 року співпрацювала з різними ЗМІ та літературними журналами на Кавказі. Допомагала Наталії Естеміровій збирати дані про постраждалих під час обстрілу на грозненському ринку. Паралельно вона писала статті для рідних чеченських газет. Напрями, в яких працює Жеребцова: журналістські розслідування, публіцистика, інтерв'ю, нариси, оповідання, вірші, есе, фейлетони, казки для дітей. Більше трьохсот віршів поетеси опубліковано у ЗМІ.

### Переїзд з Чечні
У 2005 році родина Поліни Жеребцової переїхала до Ставрополя через війну в Чечні. Там Жеребцова перевелася до Північно-Кавказького державного технічного університету на заочне відділення «Загальна психологія» (диплом отримала у 2010 році). Паралельно працювала консультантом в різних магазинах, нянею, журналісткою, прибиральницею.
2006 року Поліна Жеребцова стала лауреаткою міжнародного літературного конкурсу імені Януша Корчака в Єрусалимі відразу в двох номінаціях.
У 2006 році вона написала листа Олександру Солженіцину, розповівши про свої Щоденники і просячи допомогти з публікацією. Співробітники фонду Солженіцина допомогли Поліні переїхати до Москви, але щоденники опублікувати не вдалося. Вона працювала нянею, іноді консультантом. З 2010 року, здобувши диплом університету, викладала в московській школі історію та літературу.
У 2007 році стала членкинею Спілки журналістів Росії. Має міжнародну професійну картку журналіста International Press Card.
З 2008 року Поліна Жеребцова публікувалася в журналах «Знамя», «Большой город», «Отечественные записки».
З 2012 року перебуває у фінському ПЕН-клубі.

### Еміграція до Фінляндії

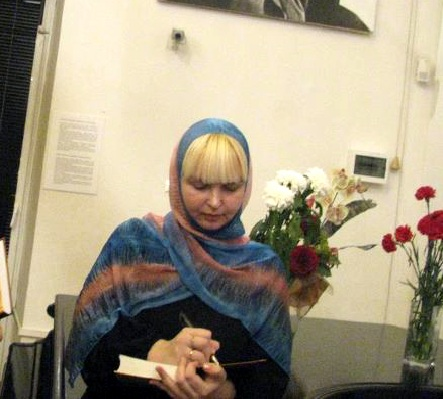
Поліна Жеребцова на презентації книги у музеї А. Сахарова, 2011 рік

Через погрози, які Поліна Жеребцова отримувала особисто, а також поштою та телефоном від людей, які представлялися «патріотами Росії», письменниця у січні 2012 року виїхала з Росії та попросила політичний притулок у Фінляндії.
Фінляндія надала політичний притулок Жеребцовій та її чоловікові у 2013 році, а у 2017 році письменниця отримала фінське громадянство.
У Фінляндії почала писати картини олією, переважно Північне сяйво. Виставки її робіт проходять у Європі.
Викладає у Вільному Університеті. Співпрацює з видавництвом Sandermoen Publishing у Швейцарії.

## Особисте життя
Поліна Жеребцова у шлюбі з 2009 року. Її чоловік родом з Киргизстану.

## Оцінка творчості
Поліна Жеребцова пише у документальному жанрі, де свідчення очевидця понад усе. Російські та зарубіжні критики вважають об'єднання документальності та художності у Жеребцової настільки високої майстерності, що її проза досягає мети виховання наступних поколінь.
Відзначаючи традиції російської літератури у творчості Жеребцової, публіцист Андрій Десницький пише, що її воєнна проза блискуче розкриває всю беззахисність маленької людини перед бездушною системою і змушує глибоко задуматися про сенс буття.
Поліну Жеребцову часто порівнюють із Маркесом та іншими знаменитими представниками магічного реалізму. Критик Ольга Бугославська вважає, що художній світ її творів побудований з безлічі цеглинок — документальної хроніки, спогадів, вражень, передбачень, снів, чужих оповідань, прочитаних та почутих історій та легенд, забобонів, видінь, молитв, проповідей.
Критики ставлять книги Поліни Жеребцової в один ряд із щоденником Анни Франк, яка робила записи під час Другої світової війни, Злати Філіпович, чий щоденник оповідає про війну в Боснії, Танею Савичевою з блокадного Ленінграда та оповіданнями Варлама Шаламова, визнаючи, що це не тільки якісне первинне джерело, але ще й психологічний документ.
Літературний критик Ліза Біргер констатує, що опис того, як люди перетворюються на нелюдів, у Жеребцової досягають неймовірної літературної сили.
Журналіст і редактор Пилип Дзядко у своїй рецензії зазначає, що щоденники Поліни Жеребцової показують цінність окремого людського життя, яка вища за будь-які геополітичні міркування, національні відмінності та глобальні концепції, а любов і воля до життя сильніша за клич крові та розриви снарядів.

## Публікації щоденника

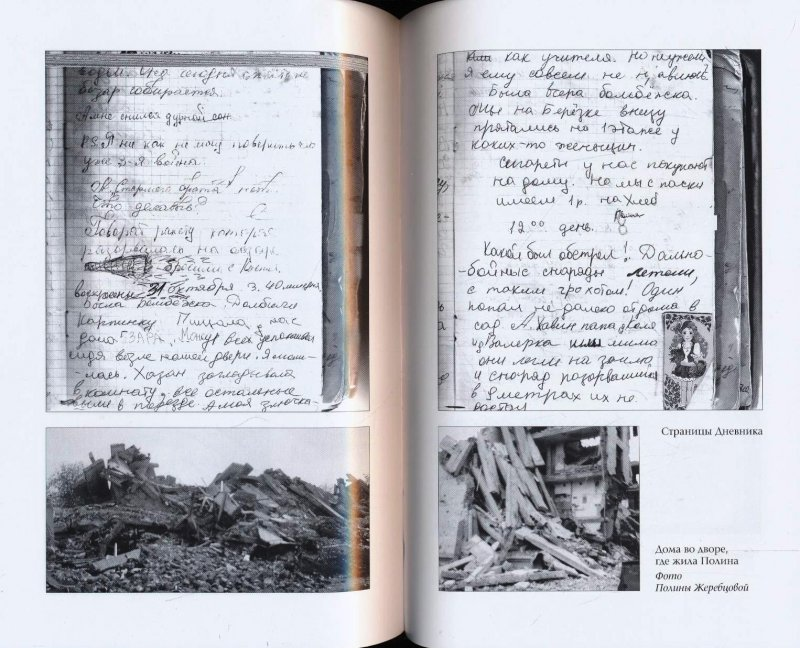
Фрагмент щоденника Поліни Жеребцової

Щойно книга вийшла у продаж, на багатьох сайтах з'явилася хибна інформація, що це — «художня вигадка». Було порушено авторські права.

| «Я бачила записи в натуральному вигляді, і можу підтвердити, що перед вами справжній щоденник дівчинки, а не якась містифікація», |
| — Світлана Ганнушкіна. |

Скорочені фрагменти щоденника Поліни Жеребцової за 1999—2000 роки були опубліковані у російських та зарубіжних ЗМІ у 2006—2010 роках. «Щоденник Жеребцової Поліни» містить воєнні події в Чеченській Республіці, міжнаціональні відносини, психологію, дорослішання самої авторки, сновидіння, містику.
«Щоденник Жеребцової Поліни» за 1999—2002 роки вперше був опублікований московським видавництвом «Детектив-Пресс» у 2011 році. Презентація відбулася у музеї імені А. Сахарова. Текст книги доступний на Проза.ру.
У травні 2014 року видавництво АСТ: Corpus випустило книгу «Мураха в скляній банці. Чеченські щоденники 1994—2004 рр.».

## Політичні погляди
Після анексії Криму Поліна Жеребцова виступила на Радіо «Свобода» із засудженням російської політики щодо України.
У липні 2012 року Поліна Жеребцова підписала звернення російської опозиції «Путін має піти», висловивши незгоду з діючою системою правління.
У грудні 2013 року Поліна Жеребцова написала відкритий «Лист Ходорковському» із засудженням його висловлювання про готовність «воювати за збереження Північного Кавказу у складі країни [Росії]» та порадила М. Ходорковському прочитати її дитячий щоденник про війну.
У 2015 році «Лист Ходорковському» було визнано «екстремістськими матеріалами» та заборонено до поширення на території РФ рішенням Троїцького суду Челябінської області. Політолог Андрій Піонтковський, дізнавшись про це, написав, що «моральна позиція П. Жеребцової набагато переконливіша, ніж позиція Навального або Ходорковського». Інформаційно-аналітичний центр «Сова» не побачив у тексті листа Поліни Жеребцової жодного екстремізму.
Перед початком російського вторгнення в Україну у 2022 році Жеребцова закликала людей підписати петицію проти війни в Україні. Виступає проти війни в Україні та допомагає українським біженцям.

### Книги
- Щоденник Жеребцової Поліни — 576 с. — Москва.: Detektiv-Press — 2011 — ISBN 978-5-89935-101-3.
- Мураха в скляній банці. Чеченські щоденники 1994—2004 рр. — Москва.: Corpus — 2014 — 608 с. — ISBN 978-5-17-083653-6.
- Тонка сріблиста нить — Москва.: AСT — 2015. — 320 с. — ISBN 978-5-17-092586-5.
- Осляче поріддя  — Москва.: Время — 2017 — 352 с. — ISBN 978-5-9691-1536-1.
- 45-та паралель — Харків.: Видавництво Фоліо, 2017 — 512 с. — ISBN 978-966-03-7925-1.
- Тюкини діти — Традиция и Авангард — 2022.

### Збірки
- Погляд білої кішки. Збірка віршів — Санкт-Петербург.: Скифия — 2013.
- Кавказький експрес. Збірка оповідань — видавництво «Мавраевъ» — 2016.
- Кавказький експрес. Збірка віршів і прози — видавництво «Мавраевъ» — 2017.

### Оповідання і розповіді
- 2003 — «Шлюб мимоволі»
- 2004 — «Лариса»
- 2006 — «Маленький Ангел»
- 2008 — «Дідусь Ідрис»
- 2013 — «Тонка сріблиста нить»
- 2014 — «Один день на війні»
- 2014 — «Зайна»
- 2014 — «Два метри в квадраті»
- 2015 — «Донька пророка»

### Журнальні публікації
- Дівчина з Грозного. Щоденник — журнал «Большой город», 2009[31].
- Ви мені повірте. Щоденник — журнал «Знамя», 2010, № 5[32].
- Щоденник. Чечня, 2003 — журнал «Отечественные записки», 2013, том № 2 (53)[33].
- Шлях політемігранта. Щоденник — журнал «Знамя», 2013, № 6[34].
- Край Лукомор'я — журнал «Знамя», 2016, № 6[35].
- Публікації в журналі «Медведь».

#### Переклади українською мовою
- Поліна Жеребцова. Мураха в скляній банці. Чеченські щоденники 1994—2004 рр. — пер. з рос. Р. Трифонов, Г. Яновська — Ukraine: Клуб сімейного дозвілля — 2015 — 650 с. — 5000 прим. — ISBN 978-966-14-8343-8.
- Поліна Жеребцова. Тонка сріблиста нить — пер. з рос. О. Думанської — Львів.: ВСЛ — 2016 — 272 с. — 3000 прим. — ISBN 978-617-679-207-9.
- Поліна Жеребцова. Осляче поріддя — пер. з рос. О. Думанської — Львів: ВСЛ — 2017 — 384 с. — 3000 прим. — ISBN 978-617-679-357-1.

#### Переклади іншими мовами
- Поліна Жеребцова. Le journal de Polina — France, Paris: Books Editions — 2013 — 557 с. — 10 000 прим. — ISBN 2366080328. (фр.)
- Поліна Жеребцова. Sodan sirpaleet — Finland, Helsinki: INTO — 2014 — 5000 прим. — ISBN 978-952-264-312-4. (фін.)
- Поліна Жеребцова. LE JOURNAL DE POLINA —  France, Paris: 10/18 —  2015 — 528 с. — 7000 прим. — ISBN 9782264064554. (фр.)
- Поліна Жеребцова. Polinas Tagebuch — Berlin: Rowohlt Verlag — 2015 — 600 с. — 12 000 прим. — ISBN 978-3-87134-799-3. (нім.)
- Поліна Жеребцова. Polinos Dienorastis — Lithuania: Tytoalba — 2015 — 320 с. — 2000 прим. — ISBN 978-6-09466-107-5. (латис.)
- Поліна Жеребцова. Deníky Poliny Žerebcovové — Czech Republic: BIZBOOKS — 2016 — 480 с. — 3000 прим. — ISBN 978-80-265-0500-6. (чес.)
- Поліна Жеребцова. TŠETŠEENIA PÄEVIKUD 1994—2004 — Estonia: Tänapäev — 2017 — 656 с. — 3000 прим. — ISBN 978-994-985-161-4 (ест.)
- Поліна Жеребцова. Мравка в стъклен буркан. Чеченски дневници, 1994—2004 г. — България: Авангард принт — 2017 — ISBN 978-954-337-33-07. (болг.)
- Поліна Жеребцова. Tšetšeenia päevikud 1994—2004 — Estonia: Tänapäev — 2017 — 656 с. — 3000 прим. — ISBN 978-994-985-161-4. (ест.)
- Поліна Жеребцова. Smalkais sudraba pavediens — Latvia: Jumava — 2017 — 320 с. — 2000 прим. — ISBN 978-993-420-09-22. (лат.)
- Поліна Жеребцова. Mrówka w słoiku. Dzienniki czeczeńskie 1994—2004 — Poland: Karta — 2019 — 740 с. — 3000 прим. — ISBN 978-836-447-69-14. (пол.)
- Поліна Жеребцова. Noi, i terroristi — Italy: Kristianka Edizioni — 2022 — 300 c. — 5000 прим. — ISBN 978-889-460-94-86. (італ.)
- Поліна Жеребцова. Fine silver thread خيط فضي رفيع — Arabia: Taatheer publishing — 2022 — 380 c. — 7000 прим. — ISBN 978-603-839-40-14. (араб.)
- Поліна Жеребцова.  character سلالة الحمير. — Arabia: Taatheer publishing 2023. — 460 c. — 10 000 прим. — ISBN 978-603-044-90-71. (араб.)

## Театральні вистави за мотивами книг П. Жеребцової
- 2017 — «Війна, якої не було», режисер Семен Серзін (Росія).
- 2017 — «Щоденник Жеребцової Поліни», режисер Іван Вирипаєв (Польща).
- 2019 — «Осляче поріддя», режисерка Алла Свєтлакова (Росія).
- 2019 — «Чеченський щоденник», режисерка Алла Свєтлакова (Росія).
- 2019 — «Донька Пророка», режисер Віктор Древицький (Фінляндія, Гельсінкі).
- 2021 — «Чеченський щоденник», режисерка Вікторія Амінова (Росія).
- 2023 — «Чеченський щоденник», режисер Едгар Закарян (Росія).

## Літературні премії
- 2006 — лауреатка Міжнародної літературної премії імені Януша Корчака за уривок з Щоденника («Хрещення», 2000 рік)[36].
- 2006 — лауреатка Міжнародної літературної премії імені Януша Корчака за воєнне оповідання «Маленький Ангел».
- 2012 — фіналістка премії імені Андрія Сахарова «За журналістику як вчинок»[37].
- 2017 — лауреатка Міжнародної літературної премії імені Ернеста Гемінґвея за книгу «Осляче поріддя»[38].
- 2018 — дипломантка Міжнародної літературної премії імені Ісака Бабеля за розповідь «Зайна»[39].
- 2019 — фіналістка Міжнародної літературної премії Angelus (Польща) за високий внесок у культуру[40].
- 2022 — фіналістка Міжнародної літературної премії імені Ісака Бабеля.

### Номінації
- 2015 — книга «Мураха в скляній банці. Чеченські щоденники 1994—2004 рр.» увійшла в лонг-лист літературної премії «Ясна Поляна».
- 2016 — книга «Тонка сріблиста нить» увійшла в лонг-лист літературної премії НОС та в шорт-лист Бунінської премії.
- 2017 — книга «Осляче поріддя» увійшла в лонг-лист літературної премії «Ясна Поляна».
- 2017 — Книга «45-та паралель» увійшла в шорт-лист премії імені Андрія Сахарова «За журналістику як вчинок», лонг-лист премії НОС, лонг-лист премії «Ясна поляна».